# غران كامينيو 2022
غران كامينيو 2022 (بالإسبانية: O Gran Camiño 2022)‏ هو سباق دراجات هوائية، وهو الموسم رقم 1 من غران كامينيو، وأقيم خلال الفترة 24 فبراير 2022، وحتى 27 فبراير 2022، وضمن سباقات طواف أوروبا للدراجات 2022.
فاز بالمركز الأول أليخاندرو بالبيردي، وبالمركز الثاني مايكل وودز، وبالمركز الثالث مارك بادون، وفاز أليخاندرو بالبيردي في ترتيب النقاط، وكان الفائز حسب النقاط للشباب Igor Arrieta ‏، وكان الفائز في تصنيف الجبال إيفان سوسا، وفاز موفيستار في ترتيب الفرق.

## الفرق
| فرق عالمية (4)- Cofidis - EF Education-EasyPost - Israel-Premier Tech - Movistar Team فرق برو (8)- Bardiani-CSF-Faizanè - برجس بي إتش 2022 ‏ - كاجا رورال-سيغوروس 2022 ‏ - درون هوبر-أندروني جوكاتولي 2022 ‏ - فريق إيولو كوميت لركوب الدراجات 2022 ‏ - كيرن فارما 2022 ‏ - أوسكالتيل أوسكادي 2022 ‏ - Human Powered Health فرق قارية (5)- AP Hotels & Resorts–Tavira–SC Farense ‏ - إيفابيل سيلينج 2022 ‏ - Manuela Fundación ‏ - Rádio Popular–Paredes–Boavista ‏ - W52–FC Porto ‏ |  |
| |  |

## المراحل
| قائمة المراحل | قائمة المراحل | قائمة المراحل                         | قائمة المراحل      | قائمة المراحل | قائمة المراحل      | قائمة المراحل      |
| المرحلة       | التاريخ       | الدورة                                |                    | المسافة (كم)  | الفائز بالمرحلة    | القائد العام       |
| ------------- | ------------- | ------------------------------------- | ------------------ | ------------- | ------------------ | ------------------ |
| مرحلة 1       | 24 فبراير     | بورينيو – فيغو                        | مرحلة مستوية       | 165           | ماغنوس كورت نيلسن  | ماغنوس كورت نيلسن  |
| مرحلة 2       | 25 فبراير     | Bertamiráns ‏ – Mirador de Ézaro ‏      | مرحلة جبلية        | 177٫6         | مايكل وودز         | مايكل وودز         |
| مرحلة 3       | 26 فبراير     | ماثيدا – Luíntra, Nogueira de Ramuín ‏ | مرحلة جبلية متوسطة | 148٫4         | أليخاندرو بالبيردي | مايكل وودز         |
| مرحلة 4       | 27 فبراير     | Sarria ‏ – Sarria ‏                     | فردي ضد الساعة     | 15٫8          | مارك بادون         | أليخاندرو بالبيردي |

## النتيجة

### مرحلة 1
هي مرحلة بسيطة، أقيمت في 24 فبراير 2022، وامتدّت لمسافة 165 كيلومتر. فاز بالمرحلة ماغنوس كورت نيلسن، وكان متصدر الترتيب العام في نهاية المرحلة ماغنوس كورت نيلسن.
| التصنيف العام         | التصنيف العام      | التصنيف العام | التصنيف العام       | التصنيف العام |
| العداء                | العداء             | البلد         | الفريق              | الوقت         |
| --------------------- | ------------------ | ------------- | ------------------- | ------------- |
| 1                     | ماغنوس كورت نيلسن  | الدنمارك      | إي أف إديوكيشن نيبو | 3 س 56 د 49 ث |
| 2                     | Giovanni Lonardi ‏  | إيطاليا       | إيولو كوميت ‏        | + 4 ث         |
| 3                     | أليخاندرو بالبيردي | إسبانيا       | موفيستار            | + 6 ث         |
| 4                     | خوسيه غونكالفس     | البرتغال      | W52–FC Porto ‏       | + 7 ث         |
| 5                     | Adrià Moreno ‏      | إسبانيا       | برجس بي إتش ‏        | + 7 ث         |
| 6                     | روبين فرنانديز     | إسبانيا       | كوفيديس             | + 8 ث         |
| 7                     | Antonio Angulo ‏    | إسبانيا       | أوسكالتيل أوسكادي ‏  | + 8 ث         |
| 8                     | جيتسي بول          | هولندا        | برجس بي إتش ‏        | + 9 ث         |
| 9                     | Jon Barrenetxea ‏   | إسبانيا       | كاجا رورال-سيغوروس ‏ | + 9 ث         |
| 10                    | Orluis Aular ‏      | فنزويلا       | كاجا رورال-سيغوروس ‏ | + 10 ث        |
| مصدر: ProCyclingStats |                    |               |                     |               |

### مرحلة 2
هي مرحلة جبلية، أقيمت في 25 فبراير 2022، وامتدّت لمسافة 177.6 كيلومتر. فاز بالمرحلة مايكل وودز، وكان متصدر الترتيب العام في نهاية المرحلة مايكل وودز.
| التصنيف العام         | التصنيف العام       | التصنيف العام | التصنيف العام                          | التصنيف العام |
| العداء                | العداء              | البلد         | الفريق                                 | الوقت         |
| --------------------- | ------------------- | ------------- | -------------------------------------- | ------------- |
| 1                     | مايكل وودز          | كندا          | إسرائيل - بريمير تيك                   | 8 س 32 د 40 ث |
| 2                     | أليخاندرو بالبيردي  | إسبانيا       | موفيستار                               | + 17 ث        |
| 3                     | روبين فرنانديز      | إسبانيا       | كوفيديس                                | + 42 ث        |
| 4                     | إيفان سوسا          | كولومبيا      | موفيستار                               | + 48 ث        |
| 5                     | ألكساندر سيبيدا     | الإكوادور     | أندروني جوكاتولي-سيدرمك ‏               | + 50 ث        |
| 6                     | جاكوب فوجلسانج      | الدنمارك      | إسرائيل - بريمير تيك                   | + 50 ث        |
| 7                     | ديليو فرنانديز كروز | إسبانيا       | AP Hotels & Resorts–Tavira–SC Farense ‏ | + 53 ث        |
| 8                     | Roger Adrià ‏        | إسبانيا       | Equipo Kern Pharma ‏                    | + 56 ث        |
| 9                     | فيليبو زانا         | إيطاليا       | بردياني سي إس إف فايزاني               | + 56 ث        |
| 10                    | خوسيه فرناندس       | البرتغال      | W52–FC Porto ‏                          | + 56 ث        |
| مصدر: ProCyclingStats |                     |               |                                        |               |

### مرحلة 3
هي مرحلة جبلية متوسطة، أقيمت في 26 فبراير 2022، وامتدّت لمسافة 148.4 كيلومتر. فاز بالمرحلة أليخاندرو بالبيردي، وكان متصدر الترتيب العام في نهاية المرحلة مايكل وودز.
| التصنيف العام         | التصنيف العام      | التصنيف العام | التصنيف العام            | التصنيف العام  |
| العداء                | العداء             | البلد         | الفريق                   | الوقت          |
| --------------------- | ------------------ | ------------- | ------------------------ | -------------- |
| 1                     | مايكل وودز         | كندا          | إسرائيل - بريمير تيك     | 12 س 15 د 16 ث |
| 2                     | أليخاندرو بالبيردي | إسبانيا       | موفيستار                 | + 10 ث         |
| 3                     | إيفان سوسا         | كولومبيا      | موفيستار                 | + 50 ث         |
| 4                     | روبين فرنانديز     | إسبانيا       | كوفيديس                  | + 1 د 39 ث     |
| 5                     | Igor Arrieta ‏      | إسبانيا       | Equipo Kern Pharma ‏      | + 2 د 07 ث     |
| 6                     | مارك بادون         | أوكرانيا      | إي أف إديوكيشن نيبو      | + 2 د 09 ث     |
| 7                     | جون ازقيراي        | إسبانيا       | كوفيديس                  | + 2 د 21 ث     |
| 8                     | فيليبو زانا        | إيطاليا       | بردياني سي إس إف فايزاني | + 2 د 33 ث     |
| 9                     | جيفرسون سيبيدا     | الإكوادور     | كاجا رورال-سيغوروس ‏      | + 2 د 33 ث     |
| 10                    | Urko Berrade ‏      | إسبانيا       | Equipo Kern Pharma ‏      | + 2 د 52 ث     |
| مصدر: ProCyclingStats |                    |               |                          |                |

### مرحلة 4
هي مرحلة من نوع سباق زمن فردي، أقيمت في 27 فبراير 2022، وامتدّت لمسافة 15.8 كيلومتر. فاز بالمرحلة مارك بادون، وكان متصدر الترتيب العام في نهاية المرحلة أليخاندرو بالبيردي.

## المشاركون
| AP Hotels & Resorts–Tavira–SC Farense ‏ ATM | AP Hotels & Resorts–Tavira–SC Farense ‏ ATM | AP Hotels & Resorts–Tavira–SC Farense ‏ ATM |
| ------------------------------------------ | ------------------------------------------ | ------------------------------------------ |
| م                                          | عداء                                       | مرتبة                                      |
| 1                                          | اليخاندرو مارك                             | 25                                         |
| 2                                          | ديليو فرنانديز كروز                        | 16                                         |
| 3                                          | صموئيل بلانكو ‏                             | 81                                         |
| 4                                          | Álvaro Trueba ‏                             | 50                                         |
| 5                                          | David Livramento ‏                          | لم يبدأ-1                                  |
| 6                                          | كارلوس سالغيرو ‏                            | 104                                        |
| 7                                          | Valter Pereira‏                             | 94                                         |

| Movistar Team MOV | Movistar Team MOV  | Movistar Team MOV |
| ----------------- | ------------------ | ----------------- |
| م                 | عداء               | مرتبة             |
| 11                | أليخاندرو بالبيردي | 1                 |
| 12                | جوركا إيزاجير      | 17                |
| 13                | Jorge Arcas ‏       | 83                |
| 14                | نيلسون أوليفيرا    | 36                |
| 15                | خوسيه خواكين روخاس | 51                |
| 16                | غونزالو سيرانو     | 39                |
| 17                | إيفان سوسا         | 5                 |

| Israel-Premier Tech IPT | Israel-Premier Tech IPT | Israel-Premier Tech IPT |
| ----------------------- | ----------------------- | ----------------------- |
| م                       | عداء                    | مرتبة                   |
| 21                      | ماتياس براندل           | 86                      |
| 22                      | أليساندرو دي مارشي      | 58                      |
| 23                      | Marco Frigo ‏            | 82                      |
| 24                      | جاكوب فوجلسانج          | 10                      |
| 25                      | ديريك جي                | 23                      |
| 26                      | مادس فورتز شميدت (طريق) | 70                      |
| 27                      | مايكل وودز              | 2                       |

| Cofidis COF | Cofidis COF             | Cofidis COF |
| ----------- | ----------------------- | ----------- |
| م           | عداء                    | مرتبة       |
| 31          | خيسوس هييرادة           | 9           |
| 32          | جون ازقيراي (زمني فردي) | 6           |
| 33          | روبين فرنانديز          | 4           |
| 34          | سيمون جيشكي             | 27          |
| 35          | خوسيه هييرادة           | 29          |
| 37          | دافيد فييلا             | 15          |

| EF Education-EasyPost EFE | EF Education-EasyPost EFE | EF Education-EasyPost EFE |
| ------------------------- | ------------------------- | ------------------------- |
| م                         | عداء                      | مرتبة                     |
| 41                        | هيو كارثي                 | 59                        |
| 42                        | دييغو كامارغو ‏            | 80                        |
| 43                        | ماغنوس كورت نيلسن         | لم يبدأ-3                 |
| 44                        | أودد كريستيان إيكينغ      | 42                        |
| 45                        | لاكلان مورتون             | 109                       |
| 46                        | مارك بادون                | 3                         |

| أوسكالتيل أوسكادي ‏ EUS | أوسكالتيل أوسكادي ‏ EUS | أوسكالتيل أوسكادي ‏ EUS |
| ---------------------- | ---------------------- | ---------------------- |
| م                      | عداء                   | مرتبة                  |
| 51                     | Carlos Canal ‏          | 41                     |
| 52                     | ESP                    | 85                     |
| 53                     | Antonio Angulo ‏        | 98                     |
| 54                     | Joan Bou ‏              | 60                     |
| 55                     | Unai Iribar ‏           | 37                     |
| 56                     | لويس أنخيل ماتي        | 26                     |
| 57                     | Ibai Azurmendi ‏        | 52                     |

| كاجا رورال-سيغوروس ‏ CJR | كاجا رورال-سيغوروس ‏ CJR | كاجا رورال-سيغوروس ‏ CJR |
| ----------------------- | ----------------------- | ----------------------- |
| م                       | عداء                    | مرتبة                   |
| 61                      | Orluis Aular ‏           | 35                      |
| 62                      | Aritz Bagües ‏           | 53                      |
| 63                      | Fernando Barceló ‏       | 19                      |
| 64                      | Jon Barrenetxea ‏        | 56                      |
| 65                      | جيفرسون سيبيدا          | 13                      |
| 66                      | Jhojan García ‏          | 34                      |
| 67                      | Calum Johnston ‏         | 79                      |

| Equipo Kern Pharma ‏ EKP | Equipo Kern Pharma ‏ EKP | Equipo Kern Pharma ‏ EKP |
| ----------------------- | ----------------------- | ----------------------- |
| م                       | عداء                    | مرتبة                   |
| 71                      | Urko Berrade ‏           | 8                       |
| 72                      | Jordi López (cyclist) ‏  | 54                      |
| 73                      | Ibon Ruiz ‏              | 33                      |
| 74                      | Roger Adrià ‏            | 22                      |
| 75                      | دييغو لوبيز ‏            | 66                      |
| 76                      | Igor Arrieta ‏           | 7                       |
| 77                      | Savva Novikov ‏          | 65                      |

| برجس بي إتش ‏ BBH | برجس بي إتش ‏ BBH          | برجس بي إتش ‏ BBH |
| ---------------- | ------------------------- | ---------------- |
| م                | عداء                      | مرتبة            |
| 81               | Alex Molenaar ‏            | 18               |
| 82               | جيتسي بول                 | 46               |
| 83               | Adrià Moreno ‏             | 55               |
| 84               | Ángel Fuentes ‏            | 87               |
| 85               | Juan Antonio López-Cózar ‏ | 96               |
| 86               | Óscar Cabedo ‏             | 63               |
| 87               | Victor Langellotti ‏       | 28               |

| Bardiani CSF Faizanè BCF | Bardiani CSF Faizanè BCF | Bardiani CSF Faizanè BCF |
| ------------------------ | ------------------------ | ------------------------ |
| م                        | عداء                     | مرتبة                    |
| 91                       | Omar El Gouzi ‏           | 78                       |
| 92                       | Filippo Fiorelli ‏        | 71                       |
| 93                       | Davide Gabburo ‏          | 49                       |
| 94                       | ITA                      | 101                      |
| 95                       | Alex Tolio ‏              | 90                       |
| 96                       | جيوفاني فيسكونتي         | 97                       |
| 97                       | فيليبو زانا              | 11                       |

| أندروني جوكاتولي-سيدرمك ‏ DRA | أندروني جوكاتولي-سيدرمك ‏ DRA | أندروني جوكاتولي-سيدرمك ‏ DRA |
| ---------------------------- | ---------------------------- | ---------------------------- |
| م                            | عداء                         | مرتبة                        |
| 101                          | ألكساندر سيبيدا              | 24                           |
| 102                          | Andrii Ponomar ‏              | لم يكمل السباق-3             |
| 103                          | Simone Ravanelli ‏            | 38                           |
| 104                          | Brandon Rojas Vega ‏          | 95                           |
| 105                          | إدواردو سيبولفيدا            | 21                           |
| 106                          | Ricardo Zurita ‏              | 100                          |
| 107                          | Edoardo Zardini (cyclist) ‏   | 31                           |

| إيولو كوميت ‏ EOK | إيولو كوميت ‏ EOK     | إيولو كوميت ‏ EOK |
| ---------------- | -------------------- | ---------------- |
| م                | عداء                 | مرتبة            |
| 121              | Erik Fetter ‏         | 57               |
| 122              | Davide Bais ‏         | 44               |
| 123              | Giovanni Lonardi ‏    | 84               |
| 124              | بيترو بيفيلاكوا      | 91               |
| 125              | Samuele Rivi ‏        | 32               |
| 126              | Alessandro Fancellu ‏ | 67               |
| 127              | Daniel Viegas ‏       | 102              |

| Human Powered Health HPM | Human Powered Health HPM | Human Powered Health HPM |
| ------------------------ | ------------------------ | ------------------------ |
| م                        | عداء                     | مرتبة                    |
| 131                      | Kristian Aasvold ‏        | 75                       |
| 132                      | Keegan Swirbul ‏          | 92                       |
| 133                      | كايل ميرفي               | 74                       |
| 134                      | ستيفن باسيت              | 76                       |
| 135                      | تشاد هاغا                | 20                       |
| 136                      | بن كينج                  | 77                       |

| Rádio Popular–Paredes–Boavista ‏ RPB | Rádio Popular–Paredes–Boavista ‏ RPB | Rádio Popular–Paredes–Boavista ‏ RPB |
| ----------------------------------- | ----------------------------------- | ----------------------------------- |
| م                                   | عداء                                | مرتبة                               |
| 141                                 | تياجو ماتشادو                       | 30                                  |
| 142                                 | Daniel Freitas (cyclist) ‏           | 61                                  |
| 143                                 | لويس فيليبي فيرنانديز ‏              | 68                                  |
| 144                                 | César Martingil ‏                    | 103                                 |
| 145                                 | Guillermo García Janeiro ‏           | 107                                 |
| 146                                 | ألبرتو غاليغو                       | 47                                  |
| 147                                 | Pedro Miguel Lopes ‏                 | لم يبدأ-3                           |

| إيفابيل سيلينج ‏ EFL | إيفابيل سيلينج ‏ EFL | إيفابيل سيلينج ‏ EFL |
| ------------------- | ------------------- | ------------------- |
| م                   | عداء                | مرتبة               |
| 151                 | Tiago Antunes ‏      | 14                  |
| 152                 | جواكيم سيلفا ‏       | 40                  |
| 153                 | جواو بنتا           | 88                  |
| 154                 | Fábio Fernandes ‏    | لم يكمل السباق-1    |
| 155                 | هنريكي هيكتور       | 45                  |
| 156                 | Francisco Guerreiro‏ | 105                 |
| 157                 | رافاييل سيلفا ‏      | 72                  |

| Manuela Fundación ‏ MAN | Manuela Fundación ‏ MAN | Manuela Fundación ‏ MAN |
| ---------------------- | ---------------------- | ---------------------- |
| م                      | عداء                   | مرتبة                  |
| 161                    | Joan Martí Bennassar ‏  | 106                    |
| 162                    | إسحاق كانتون ‏          | 62                     |
| 163                    | ESP                    | لم يبدأ-3              |
| 164                    | Franklin Chacón ‏       | 99                     |
| 165                    | Raúl Rota ‏             | لم يكمل السباق-1       |
| 166                    | Daniel Jimenez‏         | 73                     |
| 167                    | سانتياغو ميسا ‏         | 109                    |

| W52–FC Porto ‏ W52 | W52–FC Porto ‏ W52    | W52–FC Porto ‏ W52 |
| ----------------- | -------------------- | ----------------- |
| م                 | عداء                 | مرتبة             |
| 171               | خوسيه غونكالفس       | 64                |
| 172               | أمارو أنتونز         | 69                |
| 173               | Guilherme Mota ‏      | 93                |
| 174               | ريكاردو فيليلا       | 43                |
| 175               | Rui Vinhas ‏          | 48                |
| 176               | جوني برانداو         | 89                |
| 177               | خوسيه فرناندس (طريق) | 12                |

| AP Hotels & Resorts–Tavira–SC Farense ‏ ATM | AP Hotels & Resorts–Tavira–SC Farense ‏ ATM | AP Hotels & Resorts–Tavira–SC Farense ‏ ATM |
| ------------------------------------------ | ------------------------------------------ | ------------------------------------------ |
| م                                          | عداء                                       | مرتبة                                      |
| 1                                          | اليخاندرو مارك                             | 25                                         |
| 2                                          | ديليو فرنانديز كروز                        | 16                                         |
| 3                                          | صموئيل بلانكو ‏                             | 81                                         |
| 4                                          | Álvaro Trueba ‏                             | 50                                         |
| 5                                          | David Livramento ‏                          | لم يبدأ-1                                  |
| 6                                          | كارلوس سالغيرو ‏                            | 104                                        |
| 7                                          | Valter Pereira‏                             | 94                                         |

| Movistar Team MOV | Movistar Team MOV  | Movistar Team MOV |
| ----------------- | ------------------ | ----------------- |
| م                 | عداء               | مرتبة             |
| 11                | أليخاندرو بالبيردي | 1                 |
| 12                | جوركا إيزاجير      | 17                |
| 13                | Jorge Arcas ‏       | 83                |
| 14                | نيلسون أوليفيرا    | 36                |
| 15                | خوسيه خواكين روخاس | 51                |
| 16                | غونزالو سيرانو     | 39                |
| 17                | إيفان سوسا         | 5                 |

| Israel-Premier Tech IPT | Israel-Premier Tech IPT | Israel-Premier Tech IPT |
| ----------------------- | ----------------------- | ----------------------- |
| م                       | عداء                    | مرتبة                   |
| 21                      | ماتياس براندل           | 86                      |
| 22                      | أليساندرو دي مارشي      | 58                      |
| 23                      | Marco Frigo ‏            | 82                      |
| 24                      | جاكوب فوجلسانج          | 10                      |
| 25                      | ديريك جي                | 23                      |
| 26                      | مادس فورتز شميدت (طريق) | 70                      |
| 27                      | مايكل وودز              | 2                       |

| Cofidis COF | Cofidis COF             | Cofidis COF |
| ----------- | ----------------------- | ----------- |
| م           | عداء                    | مرتبة       |
| 31          | خيسوس هييرادة           | 9           |
| 32          | جون ازقيراي (زمني فردي) | 6           |
| 33          | روبين فرنانديز          | 4           |
| 34          | سيمون جيشكي             | 27          |
| 35          | خوسيه هييرادة           | 29          |
| 37          | دافيد فييلا             | 15          |

| EF Education-EasyPost EFE | EF Education-EasyPost EFE | EF Education-EasyPost EFE |
| ------------------------- | ------------------------- | ------------------------- |
| م                         | عداء                      | مرتبة                     |
| 41                        | هيو كارثي                 | 59                        |
| 42                        | دييغو كامارغو ‏            | 80                        |
| 43                        | ماغنوس كورت نيلسن         | لم يبدأ-3                 |
| 44                        | أودد كريستيان إيكينغ      | 42                        |
| 45                        | لاكلان مورتون             | 109                       |
| 46                        | مارك بادون                | 3                         |

| أوسكالتيل أوسكادي ‏ EUS | أوسكالتيل أوسكادي ‏ EUS | أوسكالتيل أوسكادي ‏ EUS |
| ---------------------- | ---------------------- | ---------------------- |
| م                      | عداء                   | مرتبة                  |
| 51                     | Carlos Canal ‏          | 41                     |
| 52                     | ESP                    | 85                     |
| 53                     | Antonio Angulo ‏        | 98                     |
| 54                     | Joan Bou ‏              | 60                     |
| 55                     | Unai Iribar ‏           | 37                     |
| 56                     | لويس أنخيل ماتي        | 26                     |
| 57                     | Ibai Azurmendi ‏        | 52                     |

| كاجا رورال-سيغوروس ‏ CJR | كاجا رورال-سيغوروس ‏ CJR | كاجا رورال-سيغوروس ‏ CJR |
| ----------------------- | ----------------------- | ----------------------- |
| م                       | عداء                    | مرتبة                   |
| 61                      | Orluis Aular ‏           | 35                      |
| 62                      | Aritz Bagües ‏           | 53                      |
| 63                      | Fernando Barceló ‏       | 19                      |
| 64                      | Jon Barrenetxea ‏        | 56                      |
| 65                      | جيفرسون سيبيدا          | 13                      |
| 66                      | Jhojan García ‏          | 34                      |
| 67                      | Calum Johnston ‏         | 79                      |

| Equipo Kern Pharma ‏ EKP | Equipo Kern Pharma ‏ EKP | Equipo Kern Pharma ‏ EKP |
| ----------------------- | ----------------------- | ----------------------- |
| م                       | عداء                    | مرتبة                   |
| 71                      | Urko Berrade ‏           | 8                       |
| 72                      | Jordi López (cyclist) ‏  | 54                      |
| 73                      | Ibon Ruiz ‏              | 33                      |
| 74                      | Roger Adrià ‏            | 22                      |
| 75                      | دييغو لوبيز ‏            | 66                      |
| 76                      | Igor Arrieta ‏           | 7                       |
| 77                      | Savva Novikov ‏          | 65                      |

| برجس بي إتش ‏ BBH | برجس بي إتش ‏ BBH          | برجس بي إتش ‏ BBH |
| ---------------- | ------------------------- | ---------------- |
| م                | عداء                      | مرتبة            |
| 81               | Alex Molenaar ‏            | 18               |
| 82               | جيتسي بول                 | 46               |
| 83               | Adrià Moreno ‏             | 55               |
| 84               | Ángel Fuentes ‏            | 87               |
| 85               | Juan Antonio López-Cózar ‏ | 96               |
| 86               | Óscar Cabedo ‏             | 63               |
| 87               | Victor Langellotti ‏       | 28               |

| Bardiani CSF Faizanè BCF | Bardiani CSF Faizanè BCF | Bardiani CSF Faizanè BCF |
| ------------------------ | ------------------------ | ------------------------ |
| م                        | عداء                     | مرتبة                    |
| 91                       | Omar El Gouzi ‏           | 78                       |
| 92                       | Filippo Fiorelli ‏        | 71                       |
| 93                       | Davide Gabburo ‏          | 49                       |
| 94                       | ITA                      | 101                      |
| 95                       | Alex Tolio ‏              | 90                       |
| 96                       | جيوفاني فيسكونتي         | 97                       |
| 97                       | فيليبو زانا              | 11                       |

| أندروني جوكاتولي-سيدرمك ‏ DRA | أندروني جوكاتولي-سيدرمك ‏ DRA | أندروني جوكاتولي-سيدرمك ‏ DRA |
| ---------------------------- | ---------------------------- | ---------------------------- |
| م                            | عداء                         | مرتبة                        |
| 101                          | ألكساندر سيبيدا              | 24                           |
| 102                          | Andrii Ponomar ‏              | لم يكمل السباق-3             |
| 103                          | Simone Ravanelli ‏            | 38                           |
| 104                          | Brandon Rojas Vega ‏          | 95                           |
| 105                          | إدواردو سيبولفيدا            | 21                           |
| 106                          | Ricardo Zurita ‏              | 100                          |
| 107                          | Edoardo Zardini (cyclist) ‏   | 31                           |

| إيولو كوميت ‏ EOK | إيولو كوميت ‏ EOK     | إيولو كوميت ‏ EOK |
| ---------------- | -------------------- | ---------------- |
| م                | عداء                 | مرتبة            |
| 121              | Erik Fetter ‏         | 57               |
| 122              | Davide Bais ‏         | 44               |
| 123              | Giovanni Lonardi ‏    | 84               |
| 124              | بيترو بيفيلاكوا      | 91               |
| 125              | Samuele Rivi ‏        | 32               |
| 126              | Alessandro Fancellu ‏ | 67               |
| 127              | Daniel Viegas ‏       | 102              |

| Human Powered Health HPM | Human Powered Health HPM | Human Powered Health HPM |
| ------------------------ | ------------------------ | ------------------------ |
| م                        | عداء                     | مرتبة                    |
| 131                      | Kristian Aasvold ‏        | 75                       |
| 132                      | Keegan Swirbul ‏          | 92                       |
| 133                      | كايل ميرفي               | 74                       |
| 134                      | ستيفن باسيت              | 76                       |
| 135                      | تشاد هاغا                | 20                       |
| 136                      | بن كينج                  | 77                       |

| Rádio Popular–Paredes–Boavista ‏ RPB | Rádio Popular–Paredes–Boavista ‏ RPB | Rádio Popular–Paredes–Boavista ‏ RPB |
| ----------------------------------- | ----------------------------------- | ----------------------------------- |
| م                                   | عداء                                | مرتبة                               |
| 141                                 | تياجو ماتشادو                       | 30                                  |
| 142                                 | Daniel Freitas (cyclist) ‏           | 61                                  |
| 143                                 | لويس فيليبي فيرنانديز ‏              | 68                                  |
| 144                                 | César Martingil ‏                    | 103                                 |
| 145                                 | Guillermo García Janeiro ‏           | 107                                 |
| 146                                 | ألبرتو غاليغو                       | 47                                  |
| 147                                 | Pedro Miguel Lopes ‏                 | لم يبدأ-3                           |

| إيفابيل سيلينج ‏ EFL | إيفابيل سيلينج ‏ EFL | إيفابيل سيلينج ‏ EFL |
| ------------------- | ------------------- | ------------------- |
| م                   | عداء                | مرتبة               |
| 151                 | Tiago Antunes ‏      | 14                  |
| 152                 | جواكيم سيلفا ‏       | 40                  |
| 153                 | جواو بنتا           | 88                  |
| 154                 | Fábio Fernandes ‏    | لم يكمل السباق-1    |
| 155                 | هنريكي هيكتور       | 45                  |
| 156                 | Francisco Guerreiro‏ | 105                 |
| 157                 | رافاييل سيلفا ‏      | 72                  |

| Manuela Fundación ‏ MAN | Manuela Fundación ‏ MAN | Manuela Fundación ‏ MAN |
| ---------------------- | ---------------------- | ---------------------- |
| م                      | عداء                   | مرتبة                  |
| 161                    | Joan Martí Bennassar ‏  | 106                    |
| 162                    | إسحاق كانتون ‏          | 62                     |
| 163                    | ESP                    | لم يبدأ-3              |
| 164                    | Franklin Chacón ‏       | 99                     |
| 165                    | Raúl Rota ‏             | لم يكمل السباق-1       |
| 166                    | Daniel Jimenez‏         | 73                     |
| 167                    | سانتياغو ميسا ‏         | 109                    |

| W52–FC Porto ‏ W52 | W52–FC Porto ‏ W52    | W52–FC Porto ‏ W52 |
| ----------------- | -------------------- | ----------------- |
| م                 | عداء                 | مرتبة             |
| 171               | خوسيه غونكالفس       | 64                |
| 172               | أمارو أنتونز         | 69                |
| 173               | Guilherme Mota ‏      | 93                |
| 174               | ريكاردو فيليلا       | 43                |
| 175               | Rui Vinhas ‏          | 48                |
| 176               | جوني برانداو         | 89                |
| 177               | خوسيه فرناندس (طريق) | 12                |

## التصنيف العام النهائي
| التصنيف العام         | التصنيف العام      | التصنيف العام | التصنيف العام        | التصنيف العام  |
| العداء                | العداء             | البلد         | الفريق               | الوقت          |
| --------------------- | ------------------ | ------------- | -------------------- | -------------- |
| 1                     | أليخاندرو بالبيردي | إسبانيا       | موفيستار             | 12 س 35 د 55 ث |
| 2                     | مايكل وودز         | كندا          | إسرائيل - بريمير تيك | + 7 ث          |
| 3                     | مارك بادون         | أوكرانيا      | إي أف إديوكيشن نيبو  | + 1 د 49 ث     |
| 4                     | روبين فرنانديز     | إسبانيا       | كوفيديس              | + 1 د 55 ث     |
| 5                     | إيفان سوسا         | كولومبيا      | موفيستار             | + 1 د 57 ث     |
| 6                     | جون ازقيراي        | إسبانيا       | كوفيديس              | + 2 د 11 ث     |
| 7                     | Igor Arrieta ‏      | إسبانيا       | Equipo Kern Pharma ‏  | + 2 د 35 ث     |
| 8                     | Urko Berrade ‏      | إسبانيا       | Equipo Kern Pharma ‏  | + 2 د 54 ث     |
| 9                     | خيسوس هييرادة      | إسبانيا       | كوفيديس              | + 3 د 01 ث     |
| 10                    | جاكوب فوجلسانج     | الدنمارك      | إسرائيل - بريمير تيك | + 3 د 04 ث     |
| مصدر: ProCyclingStats |                    |               |                      |                |

### تصنيف النقاط
| تصنيف النقاط          | تصنيف النقاط       | تصنيف النقاط | تصنيف النقاط         | تصنيف النقاط |
| العداء                | العداء             | البلد        | الفريق               | النقاط       |
| --------------------- | ------------------ | ------------ | -------------------- | ------------ |
| 1                     | أليخاندرو بالبيردي | إسبانيا      | موفيستار             | 119 نقطة     |
| 2                     | مايكل وودز         | كندا         | إسرائيل - بريمير تيك | 77 نقطة      |
| 3                     | Antonio Angulo ‏    | إسبانيا      | أوسكالتيل أوسكادي ‏   | 77 نقطة      |
| 4                     | روبين فرنانديز     | إسبانيا      | كوفيديس              | 56 نقطة      |
| 5                     | Óscar Cabedo ‏      | إسبانيا      | برجس بي إتش ‏         | 49 نقطة      |
| 6                     | مارك بادون         | أوكرانيا     | إي أف إديوكيشن نيبو  | 47 نقطة      |
| 7                     | إيفان سوسا         | كولومبيا     | موفيستار             | 41 نقطة      |
| 8                     | جيتسي بول          | هولندا       | برجس بي إتش ‏         | 37 نقطة      |
| 9                     | جون ازقيراي        | إسبانيا      | كوفيديس              | 34 نقطة      |
| 10                    | خيسوس هييرادة      | إسبانيا      | كوفيديس              | 30 نقطة      |
| مصدر: ProCyclingStats |                    |              |                      |              |

### تصنيف الجبال
| تصنيف الجبال          | تصنيف الجبال       | تصنيف الجبال | تصنيف الجبال               | تصنيف الجبال |
| العداء                | العداء             | البلد        | الفريق                     | النقاط       |
| --------------------- | ------------------ | ------------ | -------------------------- | ------------ |
| 1                     | إيفان سوسا         | كولومبيا     | موفيستار                   | 20 نقطة      |
| 2                     | مايكل وودز         | كندا         | إسرائيل - بريمير تيك       | 13 نقطة      |
| 3                     | أليخاندرو بالبيردي | إسبانيا      | موفيستار                   | 13 نقطة      |
| 4                     | Jon Barrenetxea ‏   | إسبانيا      | كاجا رورال-سيغوروس ‏        | 8 نقطة       |
| 5                     | سيمون جيشكي        | ألمانيا      | كوفيديس                    | 5 نقطة       |
| 6                     | جوركا إيزاجير      | إسبانيا      | موفيستار                   | 4 نقطة       |
| 7                     | Antonio Angulo ‏    | إسبانيا      | أوسكالتيل أوسكادي ‏         | 4 نقطة       |
| 8                     | ديريك جي           | كندا         | إسرائيل - بريمير تيك 2022 ‏ | 3 نقطة       |
| 9                     | جواكيم سيلفا ‏      | البرتغال     | إيفابيل سيلينج ‏            | 3 نقطة       |
| 10                    | دييغو كامارغو ‏     | كولومبيا     | إي أف إديوكيشن نيبو        | 3 نقطة       |
| مصدر: ProCyclingStats |                    |              |                            |              |

## تصنيف الفرق

### الفرق حسب الوقت
| تصنيف الفرق حسب الوقت | تصنيف الفرق حسب الوقت      | تصنيف الفرق حسب الوقت | تصنيف الفرق حسب الوقت |
| الفريق                | الفريق                     | البلد                 | الوقت                 |
| --------------------- | -------------------------- | --------------------- | --------------------- |
| 1                     | موفيستار                   | إسبانيا               | 37 س 53 د 08 ث        |
| 2                     | كوفيديس 2022 ‏              | فرنسا                 | + 1 د 22 ث            |
| 3                     | إسرائيل - بريمير تيك 2022 ‏ | إسرائيل               | + 4 د 31 ث            |
| 4                     | كيرن فارما 2022 ‏           | إسبانيا               | + 7 د 33 ث            |
| 5                     | كاجا رورال-سيغوروس 2022 ‏   | إسبانيا               | + 16 د 11 ث           |
| مصدر: ProCyclingStats |                            |                       |                       |

## تصانيف فرعية

### تصنيف أفضل شاب
| تصنيف أفضل شاب        | تصنيف أفضل شاب       | تصنيف أفضل شاب | تصنيف أفضل شاب           | تصنيف أفضل شاب |
| العداء                | العداء               | البلد          | الفريق                   | الوقت          |
| --------------------- | -------------------- | -------------- | ------------------------ | -------------- |
| 1                     | Igor Arrieta ‏        | إسبانيا        | Equipo Kern Pharma ‏      | 12 س 38 د 30 ث |
| 2                     | فيليبو زانا          | إيطاليا        | بردياني سي إس إف فايزاني | + 51 ث         |
| 3                     | Alex Molenaar ‏       | هولندا         | برجس بي إتش ‏             | + 2 د 46 ث     |
| 4                     | Ibon Ruiz ‏           | إسبانيا        | Equipo Kern Pharma ‏      | + 9 د 49 ث     |
| 5                     | Unai Iribar ‏         | إسبانيا        | أوسكالتيل أوسكادي ‏       | + 10 د 20 ث    |
| 6                     | Carlos Canal ‏        | إسبانيا        | أوسكالتيل أوسكادي ‏       | + 12 د 25 ث    |
| 7                     | Jon Barrenetxea ‏     | إسبانيا        | كاجا رورال-سيغوروس ‏      | + 17 د 34 ث    |
| 8                     | Erik Fetter ‏         | المجر          | إيولو كوميت ‏             | + 17 د 34 ث    |
| 9                     | Savva Novikov ‏       | روسيا          | Equipo Kern Pharma ‏      | + 18 د 38 ث    |
| 10                    | Alessandro Fancellu ‏ | إيطاليا        | إيولو كوميت ‏             | + 18 د 57 ث    |
| مصدر: ProCyclingStats |                      |                |                          |                |

## وصلات خارجية
- الموقع الرسمي
- لمحة عن سباق غران كامينيو 2022 على موقع  ProCyclingStats   (برو  سايكلنج  ستاتس) - إحصاءات  محترفي  الدراجات.
- غران كامينيو 2022 على موقع إحصائيات الدراجات الإحترافية (الإنجليزية)